# Бадьёль (приток Лэпъю)
Бадьёль (Бадь-Ёль) — река в России, протекает по Республике Коми. Устье реки находится в 6 км по левому берегу реки Лэпъю. Длина реки составляет 11 км.
Система водного объекта: Лэпъю → Маджа → Вычегда → Северная Двина → Белое море.

## Данные водного реестра
По данным государственного водного реестра России относится к Двинско-Печорскому бассейновому округу, водохозяйственный участок реки — Вычегда от истока до города Сыктывкар, речной подбассейн реки — Вычегда. Речной бассейн реки — Северная Двина.
Код объекта в государственном водном реестре — 03020200112103000018426.

## Этимология
На языке коми означает «ивовая река», «ивовый ручей» (от бадь «ива», ёль «лесной ручей»).